# Mlagen
Mlagen is een bestuurslaag in het regentschap Rembang van de provincie Midden-Java, Indonesië. Mlagen telt 1738 inwoners (volkstelling 2010).